# Akera
Akera es un género de moluscos gasterópodos de la familia Akeridae. Fue descrito por Otto Friedrich Müller en 1776.

## Especies
- Akera bayeri (Marcus y Marcus, 1967)
- Akera bullata (O. F. Müller, 1776)
- Akera constricta Kuroda, 1947
- Akera julieae Valdes y Barwick, 2005
- Akera silbo Ortea y Moro, 2009
- Akera soluta (Gmelin, 1791)
- † Akera spirata Staadt, 1913
- † Akera striatella Lamarck, 1804